# Hauptpost (Bonn)

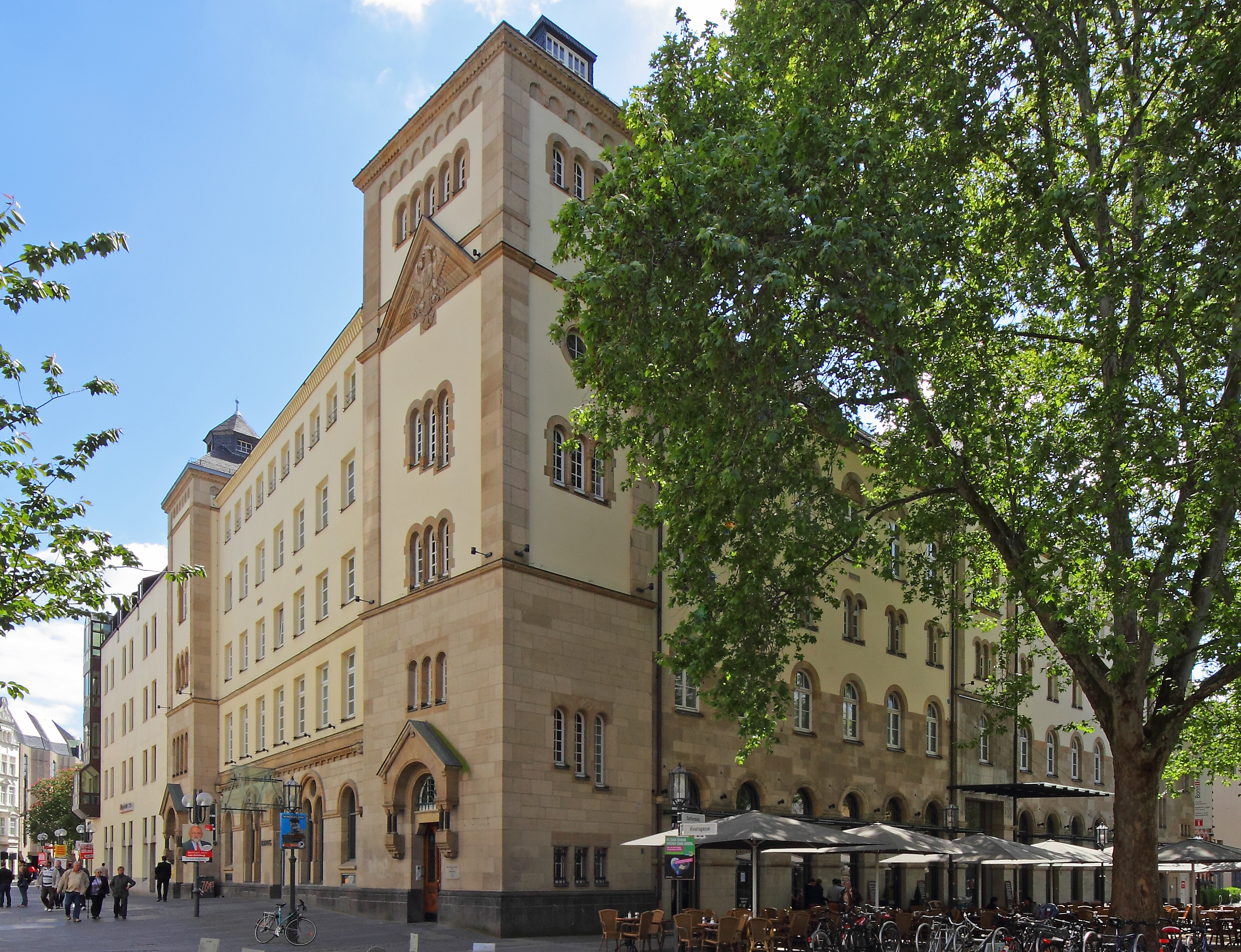
Ehemaliges Paketpostamt, Ecke Vivatsgasse/Bottlerplatz (2012)

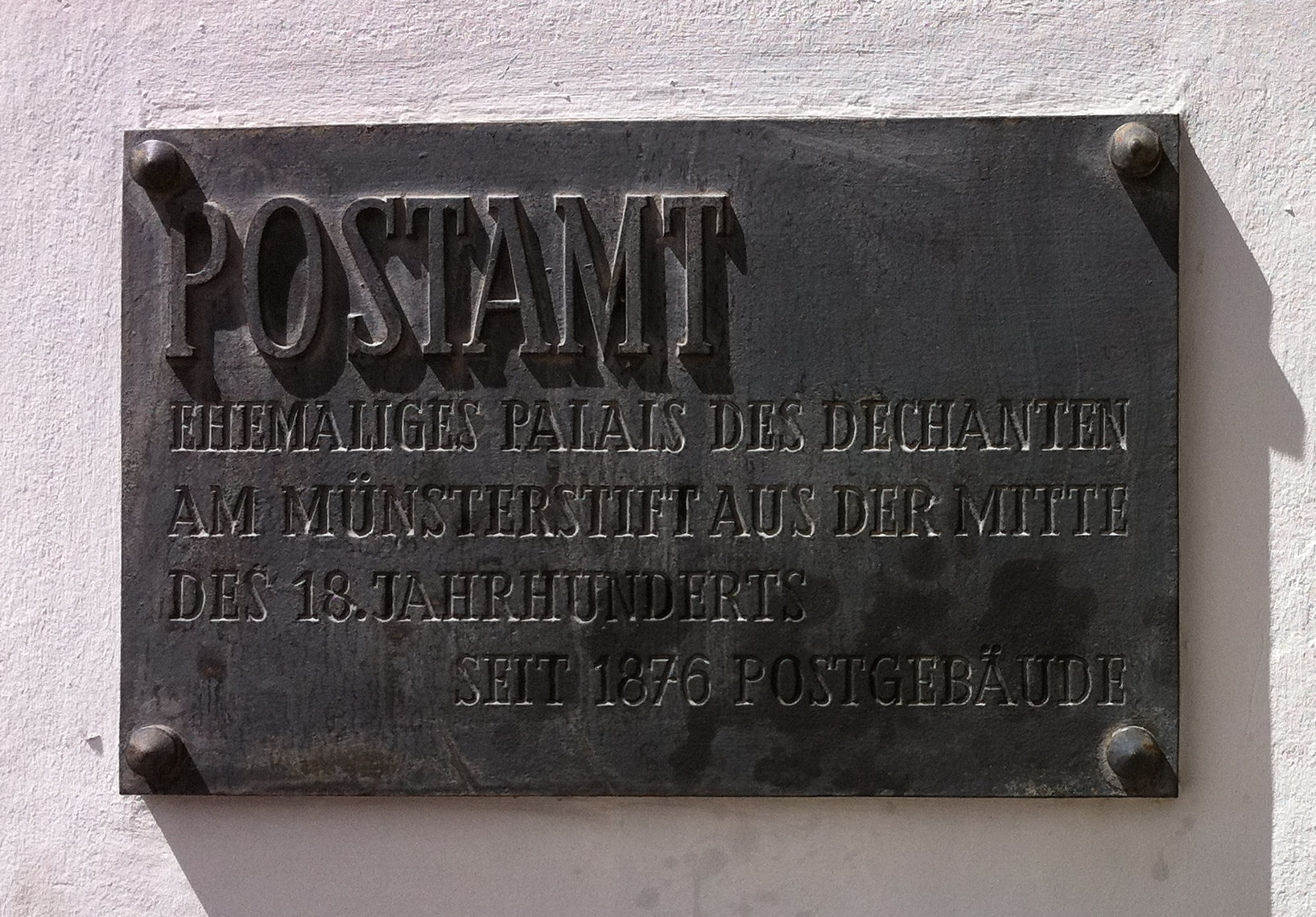
Tafel an der Hausfront

Die Hauptpost (auch Fürstenberg-Palais, Fürstenbergisches Palais) in Bonn ist ein ehemaliges Stadtpalais am Münsterplatz, das von 1751 bis 1753 erbaut wurde. Es war von 1877 bis 2008 Hauptpost(amt) der Stadt. Die Gesamtanlage einschließlich des ehemaligen Paketpostamts am Bottlerplatz, erbaut von 1906 bis 1908, steht als Baudenkmal unter Denkmalschutz.

## Lage
Das Hauptgebäude des ehemaligen Hauptpostamts (Fürstenbergisches Palais) liegt an der Nordwestseite des Münsterplatzes (Hausnummer 17) vor dem Beethoven-Denkmal. Die Gesamtanlage erstreckt sich mit dem ehemaligen Paketpostamt über die Vivatsgasse bis zum Bottlerplatz (Hausnummern 2–10) an den Rand der ehemaligen Stadtmauer und umschließt einen Innenhof (sog. „Posthof“).

## Geschichte

### Dechanten- und Fürstenberg-Palais
Das Palais entstand zwischen 1751 und 1753 als Wohnhaus von Caspar Anton Radermacher (1710–1763), Kanoniker und Stiftsdechant des Archidiakonalstifts St. Cassius und Florentius, anstelle des bisherigen Kanonikerhauses, der sogenannten alten Dechanei, am früheren Standort einer kurfürstlichen Reitschule (erbaut ab 1658) und eines Zeughauses (erbaut in den 1660er-Jahren). Das Stift erteilte ihm am 21. Januar 1751 gegen eine jährliche Abgabe von sechs Reichstalern die Erlaubnis zum Bau des Hauses. Zu den nachfolgenden Besitzern aus dieser Familie gehörte Franz Carl Ludwig Radermacher (1756–1827), kaiserlich königlicher Hofrat und Direktor des geheimen Staats-, Hof- und Hausarchives in Wien.:62
Am 15. April 1824 erwarb der Augenarzt und Chirurg Philipp Franz von Walther das Anwesen für 12.500 Reichstaler. Dieser verkaufte es am 12. Februar 1830 einschließlich des Mobiliars für 19.000 Tlr. preußische Kurant an Franz Egon von Fürstenberg-Stammheim. Noch bis zum Mai 1830 bewohnte außerdem der Bonner Universitätsprofessor und Altertumsforscher Friedrich Gottlieb Welcker den unteren Teil des Palais.:62 Vom Balkon des Hauses sahen am 15. August 1845 anlässlich des ersten Beethovenfestes König Friedrich Wilhelm IV. von Preußen und Königin Viktoria von England als Gäste die Enthüllung des Beethoven-Denkmals. Nach dem Tod von Franz Egon von Fürstenberg-Stammheim war das Haus bis 1876 ein Mädchenpensionat, blieb aber im Besitz seiner Familie.

### Nutzung als Postamt
Am 1. Oktober 1876 kaufte die Post- und Telegraphenverwaltung der Reichspost das Gebäude von Gisbert Egon von Fürstenberg-Stammheim (1836–1908):61 für 234.000 Mark, um dort das bisher (seit 1821) in einem angrenzenden Hause (Münsterplatz 8):30 beheimatete Postamt Bonn einzurichten. Nach dem zu diesem Zweck erforderlichen Innenumbau des Gebäudes konnte das neue Postamt am 3. Dezember 1877 eröffnet werden.:64 Post- und Telegraphenamt waren an diesem Standort seither unter einer gemeinsamen Leitung ansässig und hatten dort etwa 250 Mitarbeiter (Stand: um 1900).:68 f. Aufgrund der mit dem Wachstum der Stadt Bonn zunehmenden Aufgaben von Post- und Telegraphenamt erfolgten in den Jahren 1890 und 1895 erste Umbau- und Erweiterungsmaßnahmen an dem ehemaligen Palais. 1898 entstand im Nordwesten zum Bottlerplatz ein Erweiterungsbau für die Packkammer, die Packausgabe sowie den Telegraphen- und Fernsprechbetrieb.:69
Da das Postgebäude sich in seiner bisherigen Dimensionierung zur Abwicklung des Dienstbetriebs als unzureichend erwies, wurden Planungen für eine grundlegende Veränderung der Baulichkeiten aufgenommen. Nach dem Ankauf von Häusern und Grundstücken an der Vivatsgasse begann im Juni 1906 zwischen der Vivatsgasse und dem durch die rückwärtigen Erweiterungen neu entstandenen „Posthof“ der erste von zwei Bauabschnitten für den Neubau des Paketpostamtes. Der zweite Bauabschnitt entstand unter Abriss des Erweiterungsbaus von 1898 am Bottlerplatz bis 1908.:70 Das Paketpostamt war ein dreigeschossiger Bau mit Walmdach. Erdgeschoss und 1. Stock waren in Werkstein ausgeführt, das obere Geschoss verputzt. Die Eingangsportale in der Vivatgasse wurden übergiebelt und die Fassade erhielt hohe Rundbogenfenster. Die Gebäudeecke zum Münsterplatz bekam einen kleinen, schmalen Turm, die nördliche Ecke zum Bottlerplatz einen mächtigeren Turm mit Reichsadler im Gurtgesims.

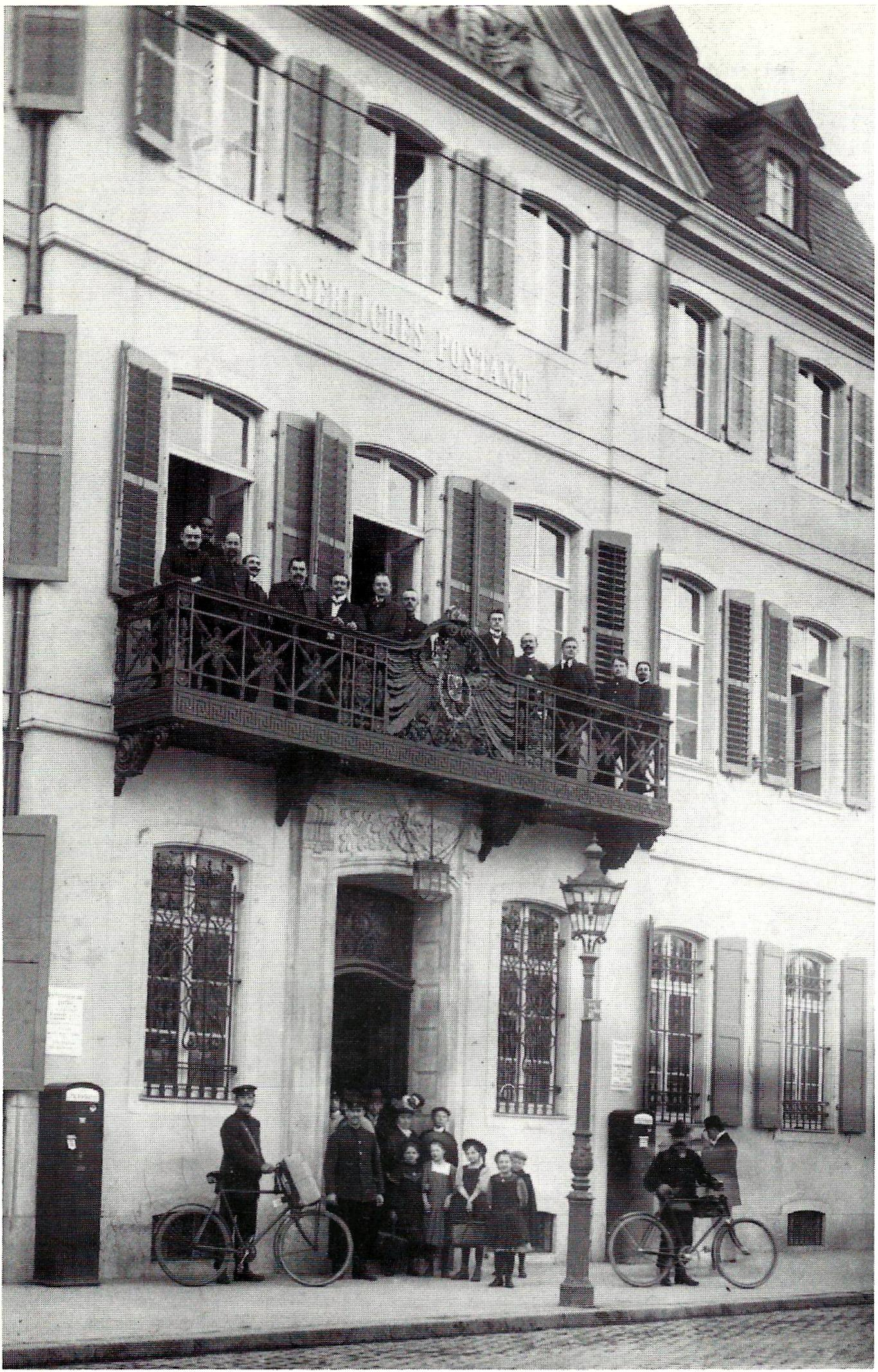
Haupteingang von 1909 bis 1938 (1911)

1909 schlossen sich eine Entkernung und ein Umbau des Hauptgebäudes an, in dessen Zuge die Fassade zum Münsterplatz durch einen Haupteingang im Mittelrisalit verändert wurde. Umbau und Erweiterung des Postamtes nahmen 700.000 Mark in Anspruch. Die Wiedereröffnung des Hauptgebäudes erfolgte am 21. Februar 1910.:69 In der Zeit des Nationalsozialismus war im Zuge der Intensivierung öffentlicher Bauprojekte auch ein erweiternder Umbau des Postamtes geplant. Anfang 1935 erwarb die Deutsche Reichspost (DRP) ein am Münsterplatz gelegenes Haus, auf dessen Grundstück nach erfolgtem Abbruch ein mit dem ehemaligen Palais zu verbindender Neubau entstehen sollte. 1937 begannen die Bauarbeiten, bei denen auch die heutige Aufteilung der Räume entstand und durch die Verlegung des Eingangs an die Seite der alte Zustand der Fassade wiederhergestellt wurde. Nach Abschluss des Umbaus wurden 1939 zwei neue Schalterhallen in Betrieb genommen.:89
Im Zweiten Weltkrieg wurde das Postgebäude schwer beschädigt, darunter bei einem Bombenangriff im alliierten Luftkrieg am 6. Januar 1945. Nach notdürftigen Reparaturen konnte der Postdienst schon im Jahr des Kriegsendes wiederaufgenommen werden. Das Paketpostamt wurde in vereinfachter Form wiederhergestellt, teilweise verputzt und 1951 aufgestockt. Dabei ging die ursprüngliche Fassade mit neoromanischen Formen an der Vivatsgasse weitgehend verloren, ebenso der Turmhelm an der Ecke Vivatsgasse/Bottlerplatz, während sie am Bottlerplatz erhalten blieb. 1962 wurde der Paketdienst aus dem Hauptpostamt in neu gebaute Räumlichkeiten am Kaiser-Karl-Ring verlagert.:101 1972 wurde eine Restaurierung des Gebäudeinneren vorgenommen, von 1988 bis 1990 folgte dann eine Restaurierung der Außenfassade.
1996 wurde ein Architekturwettbewerb zur Neugestaltung des „Posthofs“ (nunmehr „Post-Carré“) einschließlich des ehemaligen Hauptpostamts ausgeschrieben, aus dem die Architekturbüros Auer+Weber+Assoziierte für die Bebauung des Innenhofs sowie die innere Umgestaltung des Altbestandes und Oswald Mathias Ungers für eine Lückenschließung an der Ecke Windeckstraße/Münsterplatz mit einem weiß verputzten Kubus – direkt an das ehemalige Palais angrenzend – siegreich hervorgingen. Die Umsetzung der Ergebnisse des Wettbewerbs erfolgte für das Postgebäude von 1997 bis 1998 – verbunden mit Einrichtung eines neuen Filialtyps – und war insgesamt 2001 abgeschlossen. Ab 2005 wurde die Hauptpost erneut im Inneren umgebaut, um die Räume heller und freundlicher zu gestalten. Im November 2008 verlor das Gebäude aufgrund von Umstrukturierungsmaßnahmen seinen Status als Hauptpost und beherbergt seitdem ein Finanzcenter der Postbank, sowie Dienstleistungsbereiche der Deutschen Post und DHL. Die oberen Etagen der Immobilie mietet seit 1999 das Max-Planck-Institut für Mathematik. Von Frühjahr bis Sommer 2018 erfolgte eine Außensanierung der ehemaligen Hauptpost.

## Architektur

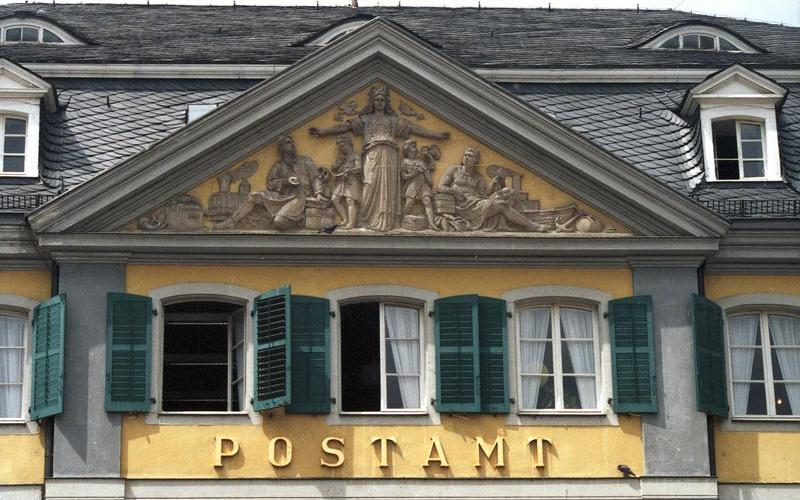
Giebelfeld im Mittelrisalit

Die ehemalige Hauptpost ist ein Komplex aus drei Gebäudeteilen: das Palais am Münsterplatz (1751–53), das ehemalige Paketpostamt an der Ecke Bottlerplatz/Vivatsgasse (1906–08) sowie ein zurückliegender dreiachsiger seitlicher Eingangsbau (1937–39), dem ein Portal als früherer Tordurchfahrt vorgelagert ist.
Das dreigeschossige Rokoko-Schlösschen mit Mansarddach – das einzige in seiner Fassade weitgehend erhaltene herrschaftliche Wohnhaus aus dem 18. Jahrhundert in Bonn – besitzt einen vorspringenden Mittelrisalit. Im Giebelfeld des Risalits ist ein 1876 von Wilhelm Albermann geschaffenes Relief aus rheinischem Tuffstein untergebracht, das die Leistungen der Post darstellt. Der in Teilen neuromanische, nunmehr viergeschossige rückwärtige Erweiterungsbau von 1906–08 (ehemaliges Paketpostamt) ist in den beiden unteren Geschossen weitgehend in Werkstein ausgeführt und besitzt an der Vivatsgasse bzw. an der Ecke Bottlerplatz zwei Ecktürme mit aufwendig übergiebelten Eingangsportalen. Bis auf diese haben die oberen Geschosse an der Vivatsgasse ihr ursprüngliches Aussehen verloren und wirken schmucklos.

„Das Paketpostamt (…) [kombiniert] Bauformen der Romanik mit denen einer barocken Schloßanlage. Die leicht verschwenkte Stellung des großen Eckturms und die an romanische Vorbilder angelehnte Quadermauertechnik suchen bewußt städtebaulichen Bezug zum benachbarten Sterntor.“

## Philatelistische Würdigung
Eine Briefmarke, die das Postamt Bonn zeigt, erschien am 10. Oktober 1991. Die Wohlfahrtsmarke der Deutschen Bundespost erschien als Teil der Ausgabe Historische Posthäuser in Deutschland (Mi. Nr. 1567) mit dem Wert von 100+50 Pfennig. Der Entwurf stammt von der Grafikerin Karin Blume-Zander aus Haan. Die Auflage betrug 24.550.000 Stück.